# Satake Yoshinobu
Satake Yoshinobu (佐竹義宣, , 17 de agosto de 1570 - 5 de março de 1633)  foi um Daimyō japonês do período Azuchi-Momoyama até o início do Período Edo. O filho mais velho de Satake Yoshishige . Foi o primeiro senhor do Domínio de Kubota. Seu título era Ukyō-Dayu .

## Vida
Logo no início da vida de Yoshinobu, o Clã Satake foi ameaçado pelo norte por Date Masamune e pelo sul por Hōjō Ujinao, mas ao prometer fidelidade a Toyotomi Hideyoshi durante o Cerco de Odawara, foi capaz de manter suas terras. Sob a bandeira de Hideyoshi, foi reconhecido como um dos seis maiores generais do Clã Toyotomi,  juntamente com Tokugawa Ieyasu , Maeda Toshiie , Shimazu Yoshihiro , Mōri Terumoto e Uesugi Kagekatsu . Depois do Cerco de Odawara, Yoshinobu consegue ampliar o controle sobre toda a Província de Hitachi , conquistando mais de 540 mil koku de terras para seu feudo privado .
Yoshinobu tinha boas relações com Mitsunari Ishida, e entrou para o Exército Ocidental durante a Batalha de Sekigahara , por isso ele foi punido por Ieyasu, que reduziu suas propriedades rurais para 180.000 koku e ele tinha transferido para o Domínio de Kubota , na Província de Dewa . Yoshinobu participaram do Cerco de Osaka , lutando com os comandantes Toyotomi como Kimura Shigenari e Gotō Matabei.